# Amherst (Quebec)
Amherst es un municipio-cantón de la provincia de Quebec, Canadá. Está ubicado en el municipio regional de condado de Les Laurentides y a su vez, en la región administrativa de Laurentides. Hace parte de las circunscripciones electorales de Labelle a nivel provincial y de Laurentides−Labelle a nivel federal.

## Geografía
Amherst se encuentra ubicada en las coordenadas 46°03′00″N 74°46′01″O / 46.05000, -74.76694. Según Statistics Canada, tiene una superficie total de 231.18 km² y es una de las 1135 municipalidades en las que está dividido administrativamente el territorio de la provincia de Quebec.

## Demografía
Según el censo de 2011, había 1524 personas residiendo en este cantón con una densidad poblacional de 6.59 hab./km². Los datos del censo mostraron que de las 1421 personas en 2006, en 2011 el cambio poblacional fue de 103 habitantes (7,2 %). El número total de inmuebles particulares resultó de 1608 con una densidad de 6.96 inmuebles por km². El número total de viviendas particulares que se encontraban ocupadas por residentes habituales fue de 760.